# خانه وانا ونچوری
خانه وانا ونچوری (انگلیسی: Vanna Venturi House)، یکی از نخستین آثار برجستهٔ جنبش معماری پست‌مدرن است که در محله چستانات هیل در فیلادلفیا، پنسیلوانیا قرار دارد. معمار رابرت ونچوری این خانه را برای مادرش، وانا ونتوری، طراحی کرد. بنا در بین سال‌های ۱۹۶۲ تا ۱۹۶۴ ساخته شد.
این خانهٔ پنج اتاقه فقط در بالای دودکش تا حدود ۹ متر ارتفاع دارد، اما دارای نمای جلوییِ یادمانی است، جلوه‌ای که با دستکاری عمدی عناصر معماری که نشان دهنده مقیاس یک ساختمان است، حاصل شده‌است.یک قوس تزئینی غیر ساختاری و پنجره‌هایی که مانند «سوراخ در دیوار» در کنار دیگر عناصر، همراه با کتاب «پیچیدگی و تضاد در معماری» ونچوری، یک چالش بزرگ برای سنت‌های مدرنیست بود. مورخ معماری وینسنت اسکولی خانه را «بزرگترین ساختمان کوچک نیمه دوم قرن بیستم» نامید.